# Austria ai X Giochi olimpici invernali
L'Austria partecipò ai X Giochi olimpici invernali, svoltisi a Grenoble, Francia, dal 6 al 18 febbraio 1968, con una delegazione di 76 atleti impegnati in dieci discipline.

## Medagliere

### Per discipline
| Sport                 | Oro | Argento | Bronzo | Totale |
| --------------------- | --- | ------- | ------ | ------ |
| Sci alpino            | 1   | 1       | 3      | 5      |
| Slittino              | 1   | 1       | 0      | 2      |
| Pattinaggio di figura | 1   | 0       | 0      | 1      |
| Salto con gli sci     | 0   | 1       | 1      | 2      |
| Bob                   | 0   | 1       | 0      | 1      |
| Totale                | 3   | 4       | 4      | 11     |

### Medaglie
| Medaglia | Atleta                                                     | Sport                 | Evento                         |
| -------- | ---------------------------------------------------------- | --------------------- | ------------------------------ |
| Oro      | Wolfgang Schwarz                                           | Pattinaggio di figura | Pattinaggio di figura maschile |
| Oro      | Olga Pall                                                  | Sci alpino            | Discesa libera femminile       |
| Oro      | Manfred Schmid                                             | Slittino              | Singolo maschile               |
| Argento  | Erwin Thaler Reinhold Durnthaler Herbert Gruber Josef Eder | Bob                   | Bob a quattro maschile         |
| Argento  | Reinhold Bachler                                           | Salto con gli sci     | Trampolino normale             |
| Argento  | Herbert Huber                                              | Sci alpino            | Slalom speciale maschile       |
| Argento  | Manfred Schmid Ewald Walch                                 | Slittino              | Doppio                         |
| Bronzo   | Baldur Preiml                                              | Salto con gli sci     | Trampolino normale             |
| Bronzo   | Heini Messner                                              | Sci alpino            | Slalom gigante maschile        |
| Bronzo   | Alfred Matt                                                | Sci alpino            | Slalom speciale maschile       |
| Bronzo   | Christl Haas                                               | Sci alpino            | Discesa libera femminile       |